# 安中長繁
安中 長繁（あんなか ながしげ）は、戦国時代の武将。山内上杉家配下の国衆。上野国榎下城主。

## 生涯
安中氏は上野国碓氷郡を拠点とする国衆で、長繁は安中氏の当主と目される。年代不明の9月1日付で同族の安中源左衛門尉に対して知行宛行を行っているのが唯一の確実な史料上の所見である。
天文2年（1533年）に北条氏綱が鶴岡八幡宮の造営を取りしきった際に、勧進に応じた上野国衆の一人として「安中宮内少輔」の名前が確認できる。この人物を長繁本人もしくは長繁の父とみる説、永正期の当主と目される安中顕繁とみる説がある。
同21年（1552年）に主君・上杉憲政が北条氏康に平井城を追われて越後に逃れると、同行した人物に「安中七郎太郎」がいる。この人物は長繁本人もしくはその後継者とされる。同年には同族の安中源左衛門尉が後北条氏に従い、永禄元年（1558年）には安中重繁が安中氏当主となっている。重繁以降の安中氏当主は官途名・宮内少輔を名乗る人物が確認できず、代わりに左近大夫・越前守を名乗っていることから、安中氏は山内上杉氏派と後北条氏派に分裂して、当主の系譜が長繁の系統から重繁系に移ったとされる。